# 延坪乡
延坪乡是中国陕西省商洛市山阳县下辖的一个乡。

## 行政区划
延坪乡下辖以下行政区：
中节村、白沙村、枫树村、马家店村、龙洞沟村、铁炉村